# آلبرت یکم بلژیک
آلبرت یکم بلژیک (انگلیسی: Albert I of Belgium؛ زاده ۸ آوریل ۱۸۷۵ – درگذشته ۱۷ فوریهٔ ۱۹۳۴) یک نجیب‌زاده اهل بلژیک بود. وی به عنوان سومین پادشاه بلژیک از سال ۱۹۰۹ تا ۱۹۳۴ سلطنت کرد. این یک دوره ممتاز در تاریخ بلژیک بود که دوره جنگ جهانی اول (۱۹۱۸–۱۹۱۴) بود، زمانی که ۹۰ درصد از بلژیک پر شده، اشغال شده و توسط امپراتوری آلمان حکومت می‌کند.
دیگر مسائل مهم شامل تصویب پیمان ورسای، حکم کنگو بلژیک به عنوان مالکیت خارج از کشور پادشاهی بلژیک همراه با مجوز سازمان ملل متحد بود. پادشاه آلبرت در سال ۱۹۳۴ در سن ۵۸ سالگی در یک حادثه کوهنوردی در شرق بلژیک مرد.
آلبرت یکم  شخصی بود که در دوران جنگ جهانی اول پس از آنکه تقاضای آلمان ها را برای عبور از خاک بلژیک برای حمله به فرانسه رد کرد و آلمان به آنها حمله کرد، به عنوان پادشاه شخصا فرماندهی ارتش بلژیک را به دست اورد و شجاعانه در کنار ارتش جنگید و به عنوان آخرین پادشاهی که فرماندهی ارتش را شخصا به دست گرفت از او یاد می‌شود.
همچنین مردم بلژیک از وی به عنوان یک قهرمان و پادشاهی که بر خلاف عمویش ،به مردمش و حتی مستعمره اصلی آن زمان بلژیک یعنی کنگو اهمیت می داد یاد می کنند.  